# FK Rostov
El F. K. Rostov (en ruso, ФК Ростов) o F. C. Rostov (Football Club Rostov) es un club de fútbol de Rostov del Don, en el sur de Rusia. El club fue fundado en 1930 como Selmashstroy y disputa sus partidos como local en el Rostov Arena, estadio que tiene una capacidad de 45.000 espectadores. El Rostov compite actualmente en la Liga Premier de Rusia.

## Historia
El club fue fundado el 10 de mayo de 1930, como equipo de la fábrica Rostselmash y fue nombrado inicialmente Selmashstroy (Сельмашстрой). Posteriormente fueron renombrados Selmash en 1936 y Traktor en 1941. En 1950 el club se unió a la Zona Sur del Grupo Azov-Don del Campeonato SFSR ruso. La siguiente temporada jugaron en el Grupo B del campeonato. Después de terminar primero en su grupo, jugaron en el Grupo A en 1952. Un tercer puesto significa que el club ascendió a la clase B para la temporada 1953, durante la cual se cambió el nombre otra vez, convirtiéndose en Torpedo. En 1958 el club volvió a ser renombrado, esta vez a Rostselmash.
En 1964 el club ganó su división de Clase B. En los play-offs para determinar los clubes que ascendían a la Primera división terminó segundo en la primera vuelta y primero en la segunda ronda después de derrotar al Terek Grozny por 2-0 en el partido decisivo, ganando el ascenso a la Primera División Soviética. La siguiente temporada, en su debut en la máxima categoría soviética, acabó en última posición pero no descendieron, ya que el número de equipos de la división se incrementó.
A principios de 1970 el club estaba de vuelta en las ligas republicanas rusas. En 1975 regresó a la Clase B (ahora conocida como la Primera Liga Soviética). Tras varios conatos de ascenso, el club ganó su zona de la Liga en 1985, disputando de nuevo un play-off y ganando la promoción de nuevo a la Primera División.
En 1991, el club terminó en cuarto lugar en lo que fue la última temporada del fútbol soviético tras la desintegración de la Unión Soviética. Esto fue suficiente para ganarse un lugar en la nueva Liga Premier de Rusia. Después de un octavo lugar en su primera temporada, la campaña 1993 dejó al equipo en penúltimo lugar, dando como resultado el descenso a la Primera División.
El club hizo un retorno inmediato a la máxima categoría después de terminar segundo en la temporada 1994. En 2003 adoptó su nombre actual, FC Rostov, y llegó a la final de la Copa de Rusia, por primera vez en su historia, perdiendo por 1-0 ante el Spartak de Moscú. En 2007 terminaron últimos de la Liga Premier y descendieron a Primera División. Sin embargo, en la temporada siguiente regresaron a la máxima competición de liga del fútbol ruso.

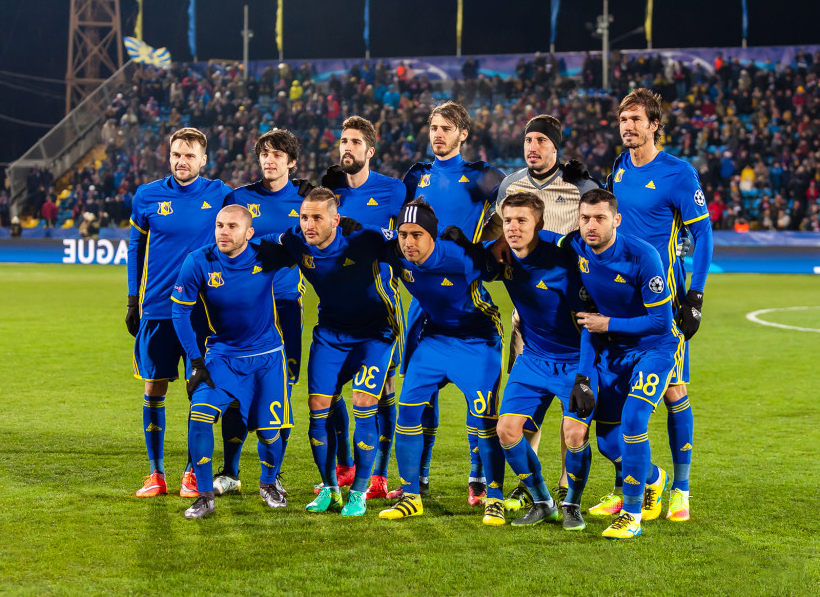
FC Rostov-Bayern Múnich. 2016–17 UEFA Champions League

En el año 2014, se hicieron con el primer título de su historia: la Copa de Rusia. Tras finalizar 0-0 en la final ante el FK Krasnodar, venció en penaltis 5-6.
El 18 de diciembre de 2014, el sitio web oficial del FC Rostov anunció el nombramiento de Kurban Berdyev como entrenador en jefe. Bajo su liderazgo, el equipo ha mantenido un lugar en la Liga Premier en el playoff por la permanencia (1–0, 4–1) superando al FC Tosno. En verano de 2015, el club compró a César Navas, Christian Noboa y Sardar Azmoun que trabajaron juntos con Berdyev en el FC Rubin. A lo largo de la segunda mitad de 2015, el club tuvo problemas con el pago de sueldos y bonificaciones a los jugadores, pero no ha impedido que el club al final de la primera parte de la temporada 2015–16 lograse un histórico subcampeonato de liga.
En la temporada 2016-17, Rostov ganó un puesto en la Liga de Campeones de la UEFA en la fase previa como subcampeón de la Premier League rusa. En la tercera ronda de clasificación, fueron emparejados contra el RSC Anderlecht. Después de un empate 2-2 en casa, vencieron a Anderlecht 2-0 fuera. En el play-off, Rostov se enfrentó contra los gigantes holandeses Ajax. En el partido de ida en Ámsterdam, mantuvieron un empate 1–1, lo que les dio una ventaja de gol de visitante. En el partido de vuelta, Rostov obtuvo una histórica victoria por 4 a 1 sobre el Ajax y se clasificó para la fase de grupos de la Liga de Campeones de la UEFA, una actuación impresionante al igual que su primera clasificación en las etapas de grupos de un torneo europeo. Rostov fue al grupo D, contra Bayern de Múnich, Atlético Madrid y PSV Eindhoven, obteniendo su primera victoria en la Liga de Campeones el 23 de noviembre de 2016, derrotando a Bayern de Múnich 3-2 en el Olimp-2.
El 9 de junio de 2017, Rostov anunció a Leonid Kuchuk como su nuevo gerente en un contrato de un año con la opción de un año adicional. Kuchuk renunció y fue reemplazado por Valeri Karpin durante las vacaciones de invierno en diciembre de 2017.

## Estadio

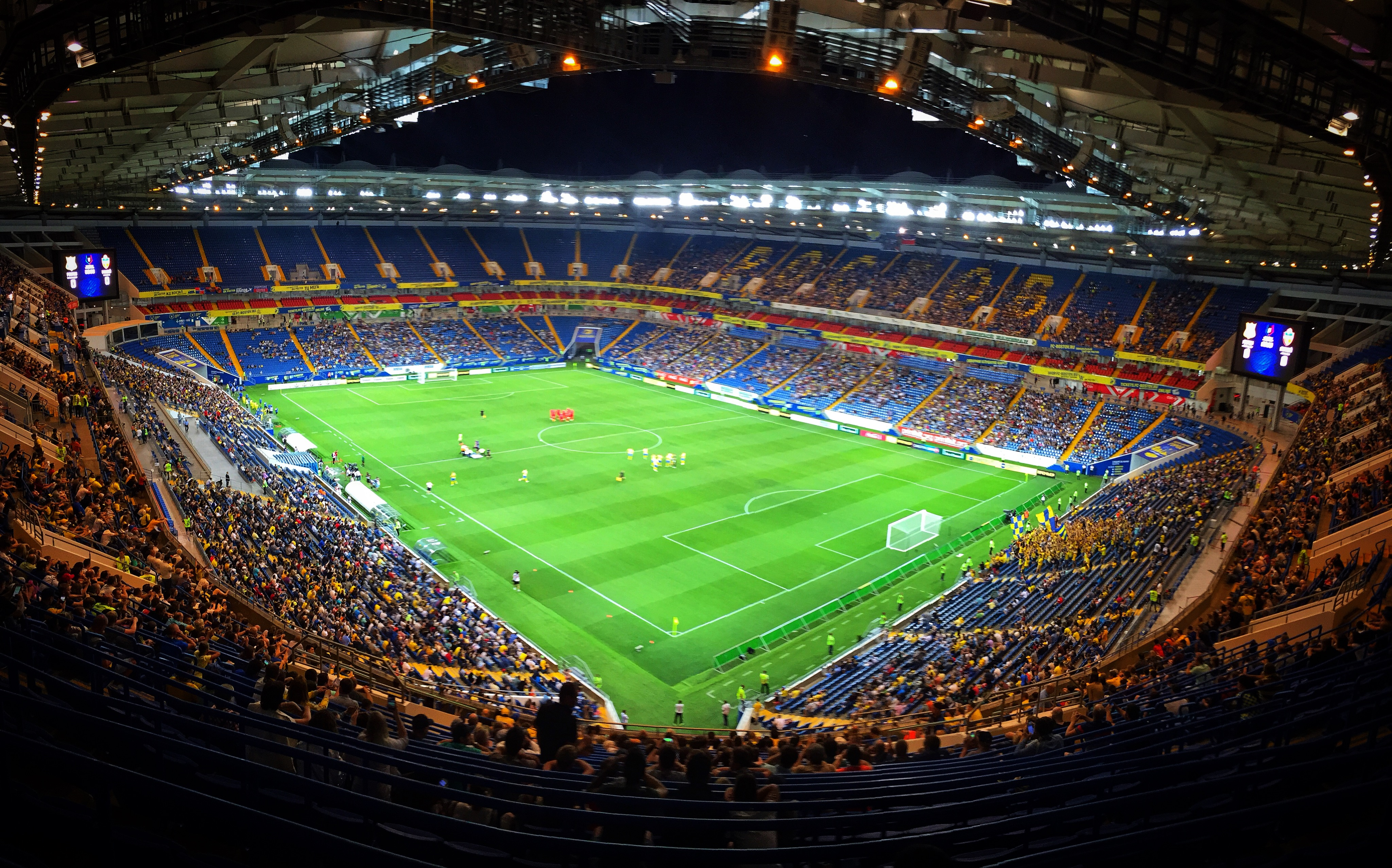
FC Rostov contra FC Enisey el 19 de agosto de 2018.

El nuevo estadio del club a partir del final de la temporada 2017-2018 Rostov-Arena. En 2010, Rostov del Don fue incluido en la solicitud para albergar la fase final de la Copa del Mundo de 2018. En relación con este evento, se tomó la decisión de construir un nuevo estadio en Rostov - Rostov Arena con capacidad para 43.472 personas. El estadio se convirtió en la sede del FC Rostov el 13 de mayo de 2018, el rival en el partido inaugural del estadio fue el FC Ural. Durante la Copa del Mundo se celebraron cinco partidos en el estadio, con una asistencia total de 214.197 personas.
Hasta 2018, el estadio del club era el estadio Olymp-2 (antes conocido como el estadio Rostselmash, entonces Olimpo Siglo XXI), y desde 2018, el equipo juvenil del club ha estado celebrando sus partidos en casa en el estadio Olymp-2, situado al este de Rostov del Don; el estadio está diseñado para 15.800 espectadores, la cubierta de césped es natural. El estadio está certificado por la UEFA.

## Entrenadores
- Grigori Tkatchenko (1950)
- Aleksandr Chtcheltchkov (1951–1952)
- Piotr Chtcherbatenko (1953–1955)
- Iouri Khodotov (1956)
- Grigori Douganov (1956–1958)
- Aleksandr Grigoriev (1959)
- Grigori Treïnis (1960–1961)
- Gueorgui Mazanov (1962–1963)
- Valentin Khakhonov (1963–1965)
- Piotr Chtcherbatenko (1966–1967)
- Viktor Ponedelnik (1968–1969)
- Valentin Khakhonov (1969–1978)
- Vladimir Novik (1979–1982)
- Anatoli Polossine (1983–1984)
- Valeri Sinau (1985–1990)
- Enver Yulgushov (agosto 1990–junio 1995)
- Serguéi Andréyev (junio 1995–diciembre 2000)
- Sergei Balakhnin (enero 2001–abril 2001)
- Anatoliy Baidachny (abril 2001–agosto 2002)
- Sergei Balakhnin (agosto 2002–diciembre 2003)
- Vitali Chevtchenko (diciembre 2003–abril 2004)
- Sergei Balakhnin (abril 2004–diciembre 2004)
- Guennadi Stiopouchkine (enero 2005–abril 2005)
- Paul Ashworth (interino) (abril 2005–mayo 2005)
- Valery Petrakov (julio 2005–agosto 2005)
- Sergei Balakhnin (agosto 2005–julio 2007)
- Oleg Dolmatov (julio 2007–diciembre 2009)
- Oleg Protasov (diciembre 2009–mayo 2011)
- Volodymyr Lyutyi (interino) (mayo 2011–junio 2011)
- Andrey Talalayev (interino) (junio 2011)
- Sergei Balakhnin (julio 2011–abril 2012)
- Anatoliy Baidachny (abril 2012–junio 2012)
- Miodrag Božović (junio 2012–septembre 2014)
- Igor Gamula (septiembre 2014–diciembre 2014)
- Kurban Berdyev (diciembre 2014–agosto 2016)
- Dmitri Kiritchenko (agosto 2016–septembre 2016)
- Ivan Daniliants (septiembre 2016–mayo 2017)
- Leonid Kuchuk (mayo 2017–décembre 2017)
- Dmitri Kiritchenko (interino) (diciembre 2017)
- Valeri Karpin (diciembre 2017–agosto 2021)
- Yury Syomin (agosto 2021–septiembre 2021)
- Zaur Tedeyev (interino) (septiembre–octubre 2021)
- Vitaly Kafanov (octubre 2021–marzo 2022)
- Valeri Karpin (marzo 2022–febrero 2025)
- Jonatan Alba (febrero 2025)

## Palmarés

### Torneos nacionales
- Primera División de Rusia (segunda categoría) (1): 2008.
- Copa de Rusia (1): 2014.

## Participación en competiciones de la UEFA
| Temporada | Torneo                | Ronda            | Club                | Ida | Vuelta | Global   |
| --------- | --------------------- | ---------------- | ------------------- | --- | ------ | -------- |
| 1999      | UEFA Intertoto Cup    | 2                | FK Cementarnica 55  | 1–1 | 2–1    | 3–2      |
| 1999      | UEFA Intertoto Cup    | 3                | NK Varteks Varaždin | 2–1 | 0–1    | 2–2(a)   |
| 1999      | UEFA Intertoto Cup    | Semifinales      | Juventus            | 0–4 | 1–5    | 1–9      |
| 2000      | UEFA Intertoto Cup    | 3                | AJ Auxerre          | 0–2 | 1–3    | 1–5      |
| 2014–15   | UEFA Europa League    | Play-off         | Trabzonspor         | 0–2 | 0–0    | 0–2      |
| 2016-17   | UEFA Champions League | Play-off         | Ajax                | 1–1 | 4-1    | 5–2      |
| 2016–17   | UEFA Champions League | 3                | Anderlecht          | 2–2 | 2–0    | 4–2      |
| 2016–17   | UEFA Champions League | Playoff          | Ajax                | 4–1 | 1–1    | 5–2      |
| 2016–17   | UEFA Champions League | Grupo D          | Bayern de Múnich    | 3–2 | 0–5    | 3º Lugar |
| 2016–17   | UEFA Champions League | Grupo D          | Atlético Madrid     | 0–1 | 1–2    | 3º Lugar |
| 2016–17   | UEFA Champions League | Grupo D          | PSV Eindhoven       | 2–2 | 0–0    | 3º Lugar |
| 2016–17   | UEFA Europa League    | 1/16             | Sparta Praga        | 4–0 | 1–1    | 5–1      |
| 2016–17   | UEFA Europa League    | Octavos de final | Manchester United   | 1–1 | 0–1    | 1–2      |
| 2020–21   | UEFA Europa League    | 3                | Maccabi Haifa       | 1–2 | –      | 1–2      |